# Lars Nelson
Lars Fredrik Nelson (* 19. August 1985 in Funäsdalen) ist ein schwedischer Skilangläufer und Olympiasieger.

## Karriere
Erstmals international aufgefallen ist Nelson bei den Juniorenweltmeisterschaften 2004 im norwegischen Stryn, als er 16. im Massenstartrennen über 30 Kilometer und 30. über zehn Kilometer in der freien Technik sowie Siebter mit der schwedischen Staffel wurde. Bis 2011 nahm Nelson vorwiegend an FIS-Rennen teil. Sein erstes von insgesamt 23 Weltcuprennen hatte er im November 2011 in bei den Nordic Opening in Kuusamo, das er mit dem 53. Platz beendete. Bei der Tour de Ski 2011/12 belegte er den 30. Platz. In der Saison 2012/13 wurde er Fünfter in der Gesamtwertung des Scandinaviancups. Die Saison 2013/14 war seine bisher erfolgreichste Saison. Er konnte im März 2014 mit dem 5. Platz über 50 km klassisch sein bisher bestes Ergebnis in einen Weltcuprennen erzielen.
Bei den Olympischen Winterspielen 2014 in Sotschi belegte er den neunten Platz im Skiathlon, den 15. Platz über zehn Kilometer in der klassischen Technik und gewann er mit der schwedischen Staffel die Goldmedaille. In der Gesamtwertung des Weltcups 2013/14 erreichte er den 46. Platz. Bei den schwedischen Skilanglaufmeisterschaften 2014 in Umeå gewann er zweimal Silber über 15 km klassisch und im Skiathlon. Bei den Nordischen Skiweltmeisterschaften 2015 in Falun belegte er den 25. Platz im 50-km-Massenstartrennen und den 14. Rang im Skiathlon. Nach der Saison 2014/15, zu deren Abschluss er Dritter im Massenstartrennen über 50 Kilometer bei den schwedischen Meisterschaften wurde, beendete er seine internationale Karriere. Er tritt aber noch immer regelmäßig bei FIS-Rennen in seiner schwedischen Heimat an.

## Platzierungen im Weltcup

### Weltcup-Statistik
Die Tabelle zeigt die erreichten Platzierungen im Einzelnen.
- 1.–3. Platz: Anzahl der Podiumsplatzierungen
- Top 10: Anzahl der Platzierungen unter den ersten zehn
- Punkteränge: Anzahl der Platzierungen innerhalb der Punkteränge
- Starts: Anzahl gelaufener Rennen in der jeweiligen Disziplin
- Hinweis: Bei den Distanzrennen erfolgt die Einordnung gemäß FIS.

| Platzierung               | Distanzrennen a | Distanzrennen a | Distanzrennen a | Distanzrennen a | Distanzrennen a | Skiathlon Verfolgung | Sprint | Etappen- rennen b | Gesamt | Team   | Team    |
| Platzierung               | ≤ 5 km          | ≤ 10 km         | ≤ 15 km         | ≤ 30 km         | > 30 km         | Skiathlon Verfolgung | Sprint | Etappen- rennen b | Gesamt | Sprint | Staffel |
| ------------------------- | --------------- | --------------- | --------------- | --------------- | --------------- | -------------------- | ------ | ----------------- | ------ | ------ | ------- |
| 1. Platz                  |                 |                 |                 |                 |                 |                      |        |                   |        |        |         |
| 2. Platz                  |                 |                 |                 |                 |                 |                      |        |                   |        |        |         |
| 3. Platz                  |                 |                 |                 |                 |                 |                      |        |                   |        |        |         |
| Top 10                    |                 |                 | 1               |                 | 1               |                      |        |                   | 2      |        |         |
| Punkteränge               |                 |                 | 10              |                 | 1               | 1                    |        | 2                 | 14     |        | 1       |
| Starts                    |                 |                 | 11              | 1               | 3               | 2                    | 1      | 4                 | 22     |        | 1       |
| Stand: Saisonende 2014/15 |                 |                 |                 |                 |                 |                      |        |                   |        |        |         |

### Weltcup-Gesamtplatzierungen
| Saison  | Gesamt | Gesamt | Distanz | Distanz | Sprint | Sprint |
| Saison  | Punkte | Platz  | Punkte  | Platz   | Punkte | Platz  |
| ------- | ------ | ------ | ------- | ------- | ------ | ------ |
| 2011/12 | 18     | 127.   | 14      | 84      | -      | -      |
| 2012/13 | 16     | 128.   | 16      | 83.     | -      | -      |
| 2013/14 | 191    | 46.    | 146     | 23.     | 15     | 75.    |
| 2014/15 | 60     | 81.    | 60      | 48.     | -      | -      |